# Écotourisme

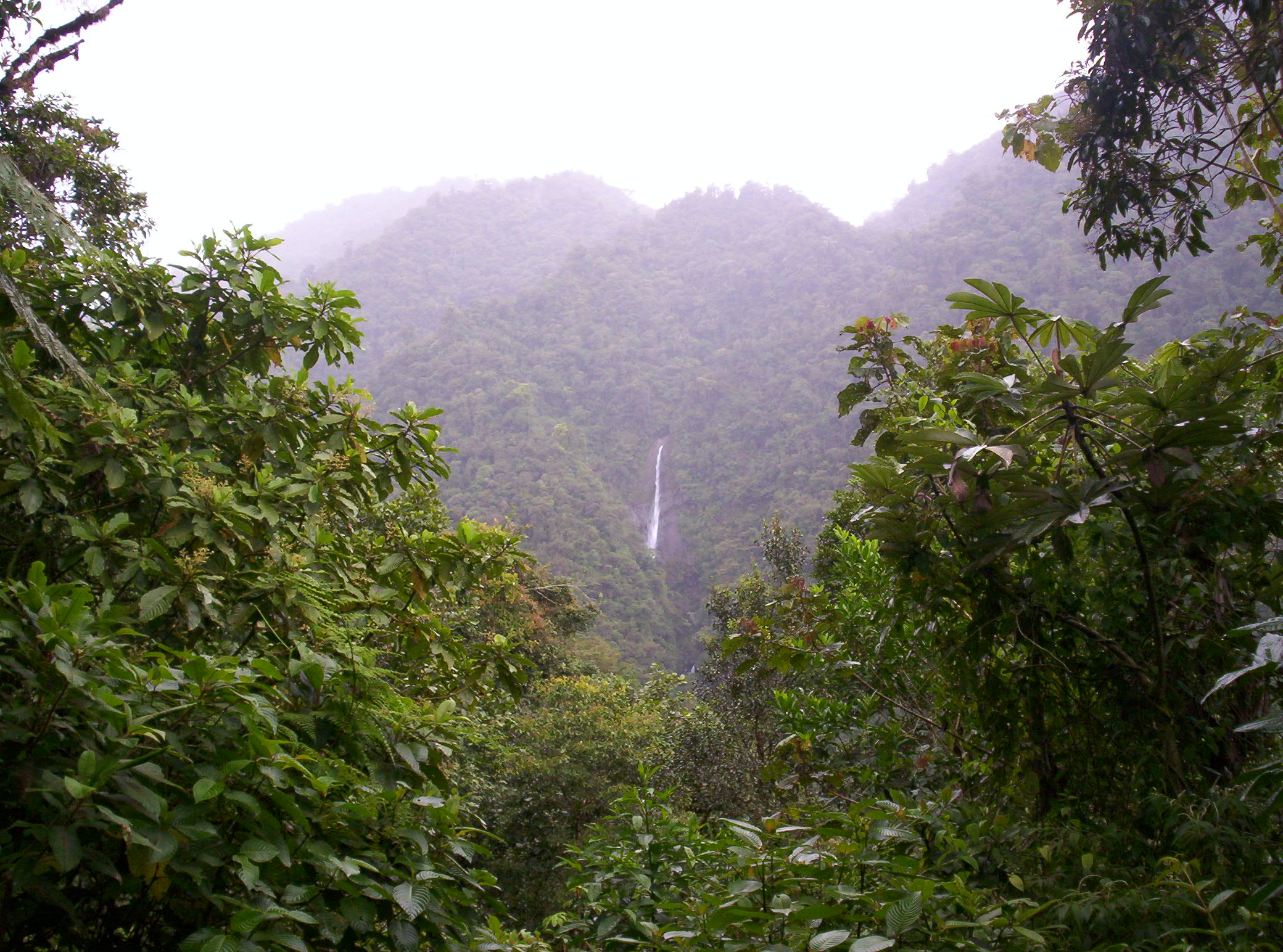
Tapantí National Park, situé dans la Área de Conservación La Amistad Pacífico, dans la partie sud du Costa Rica.

L'écotourisme, appelé aussi tourisme vert, est l’une des formes du tourisme durable, plus centrée sur la découverte de la nature (écosystèmes, mais aussi agrosystèmes et tourisme rural), voire d'écologie urbaine (jardins écologiques, espaces verts écologiques, réserves naturelles urbaines et autres aspects de l'écologie urbaine), et également orientée vers les cultures et patrimoines à conserver.

## Éléments de définition
Né vers 1980, le terme d’écotourisme est construit à partir du préfixe éco, du grec oikos, « maison » ou « habitat ». Il a d’abord permis de former des mots comme économie et écologie. De nos jours, le préfixe éco– est surtout utilisé pour former des néologismes liés à l’environnement.
Le mot serait apparu en 1983 avec l'architecte mexicain Héctor Ceballos-Lascuráin. L'écotourisme serait selon lui « Environmentally responsible travel and visitation to relatively undisturbed natural areas, in order to enjoy and appreciate nature (and any accompanying cultural features – both past and present) that promotes conservation, has low visitor impact, and provides for beneficially active socioeconomic involvement of local populations », soit un tourisme avec un faible impact sur son environnement et bénéfique pour les populations hôtes. Le rapport entre l'activité touristique et son impact sur l'environnement est décrit, cependant, pour la première fois par Gerardo Budowski, dans un article intitulé « Tourism and Environmental Conservation : Conflit, Coexistence or Symbiosis ? » (1976),. Il est ainsi généralement considéré comme l'inventeur du concept.
La Société Internationale de l’Écotourisme a donné une définition de ce terme en 1991 : « L’écotourisme est un voyage responsable dans des environnements naturels où les ressources et le bien-être des populations sont préservés », réactualisé en 2016 par le réseau Global Ecotourism Network, en y ajoutant, avec la compréhension des écosystèmes et cultures locales, un aspect éducatif pour tous les acteurs.
L’écotourisme, dit aussi le tourisme vert, est une des formes du tourisme durable, plus centrée sur la découverte de la nature (écosystèmes, mais aussi agrosystèmes et tourisme rural), voire d’écologie urbaine (jardins écologiques, Espaces verts écologiques, réserves naturelles urbaines et autres sujets du domaine de l’écologie urbaine…).
Des paysages ou des espèces particulières peuvent être observés, tels que des lions ou des éléphants au Kenya, ainsi que l'observation et/ou l'étude des oiseaux ou des baleines, tout en respectant les écosystèmes, voire en contribuant à les restaurer dans une approche volontaire de « remboursement de la dette écologique » générée par ce tourisme qui, par ailleurs, cherche à diminuer son empreinte écologique.
L’écovolontariat est une « forme de séjour dont l'objectif est de faire participer des écovolontaires à des missions de protection de l'environnement »,.
Ce mode de tourisme s'adapte aussi bien aux pays développés comme la France, où il est représenté par l'Association Nationale de l’Écotourisme et du Slow-Tourisme, ainsi que par l'Association des voyageurs et voyagistes éco-responsables, que dans d'autres pays comme en Amérique centrale, au Mexique, ou à Cuba.
Les 12 et 13 septembre 2008, lors de la Quarante-huitième réunion de la Commission pour les Amériques (Séminaire international sur la gouvernance du tourisme dans les Amériques) à Villahermosa (Mexique), Francesco Frangialli, Secrétaire général de l’Organisation mondiale du tourisme (OMT), a évoqué le fait de définir la notion de « tourisme écologique et durable ». En effet, l’OMT a lancé l’édition 2008 de son concours de photos sur le thème de la Journée mondiale du tourisme (JMT) de l'année : « Le tourisme s’engage face au défi du changement climatique ». Les photos primées ont été affichées sur le site de l’OMT sur la Toile et exposées en 2009 aux grands salons professionnels. Dans ce cadre, il a notamment déclaré : « L’écotourisme se veut une réponse « durable » à l’inquiétante montée d’un tourisme de masse insuffisamment conscient des menaces qu’il fait peser sur l’environnement. Le développement d’un tourisme tourné vers une consommation de plus en plus rapide et « rentable » des voyages, où chacun pense avoir le droit de découvrir jusqu’à la parcelle la plus reculée du monde, participe à la menace qui pèse sur le renouvellement des ressources naturelles telles que l’eau douce, les forêts et les récifs coralliens, et met en péril la survie de nombre d’espèces vivantes, trop souvent exposées à la curiosité de touristes s’imaginant dans des zoos à ciel ouvert ».
L'un des principes de l'écotourisme est donc de faire prendre conscience de la nécessité de préserver l'environnement naturel et le patrimoine culturel. Pour cette raison l'écotourisme doit être relié à un territoire déterminé et par conséquent être pensé selon une approche territoriale.
La Revue Espaces a publié un dossier à propos de l'écotourisme et du slow-tourisme en février 2023, basé sur un comparatif entre la France et l'Espagne dans ce domaine.

## Développement et perspectives
Du fait qu'il intègre une dimension éthique et écocitoyenne dans ses pratiques locales, l'écotourisme est l'un des secteurs qui connaît le plus fort taux de popularité dans le monde, à l'inverse du tourisme de masse qui dégrade les milieux naturels. Des guides de bonnes pratiques apparaissent, pour la prise en compte de la biodiversité dans les hôtels.
L'écotourisme doit éviter les pièges dans lesquels est tombé le tourisme classique. Le premier d'entre eux étant la sous-traitance au secteur privé dont l'objectif premier est de réaliser des bénéfices. C'est pourquoi le principal enjeu est constitué par une gouvernance appropriée, ce qui est souvent loin d'être le cas en France en raison d'un découpage administratif sans rapport avec la nature géophysique des territoires. Les meilleurs exemples d'écotourisme réussi se trouvent généralement au sein de parcs nationaux ou parcs naturels régionaux à qui ont été donnés les moyens d'agir en concertation avec les populations concernées et les sociaux-professionnels du secteur. Or, en France, ces derniers sont souvent mis à l'écart des décisions qui les concernent pourtant directement, d'où un retard sur certains pays, et une démobilisation de nombreux acteurs.

## Acteurs concernés
Parmi les principaux acteurs concernés par l'écotourisme se trouvent les accompagnateurs en montagne. Le Syndicat National a abrité une commission "écotourisme" de laquelle est née une large réflexion sur leur rôle en ce domaine, et vient d'intégrer le Comité de pilotage des États généraux de la transition du tourisme en montagne.

## Principes et critères
L'association des principes de l'écotourisme avec ceux du développement durable (et donc de la conservation de la nature) rencontre les faveurs de nombreux organismes internationaux (ONU, ONG, Gouvernements et leurs agences…). Il doit pour ces derniers satisfaire à plusieurs critères, tels que, :
- La « conservation », nécessaire à la préservation de la biodiversité et de ses fonctions… à travers la protection, voire la restauration des écosystèmes. L'opérateur touristique devrait justifier de l'absence d'efforts de conservation quand de tels efforts n'existent pas ;
- L'éducation des voyageurs sur l'importance de la conservation ;
- Le rôle indispensable d'une médiation, soit via une documentation, soit par l'intermédiaire d'un médiateur de terrain : guide, accompagnateur, garde d'un parc national, scientifique, etc.
- Le respect de la diversité culturelle et ses liens à l'environnement ;
- Des actions pour minimiser les impacts négatifs sur la nature et la culture que pourrait endommager une activité touristique (incluant le voyage pour l'accès à la destination) ;
- L'écoresponsabilité du voyagiste doit être mise en avant par des évaluations fondées sur des preuves, principes et critères clairs et transparents. Ce dernier doit travailler en coopération avec les autorités et populations locales pour que l'activité écotouristique apporte un double bénéfice: à la fois une réponse aux besoins locaux de développement et aux besoins de conservation de la nature.
- Les revenus et autres bénéfices tirés de l'écotourisme doivent directement profiter aux populations de l'aire concernée et à celles qui en sont riveraines, et être utilisés pour la protection, gestion, restauration, conservation et surveillance de la nature et des zones protégées (incluant les aires marines protégées incluses dans la zone de projet ou en aval de cette zone le cas échéant);
- Le développement très en amont, via la planification territoriale du tourisme pour en limiter et/ou compenser les impacts négatifs, et les adapter au mieux aux caractéristiques des régions naturelles et des habitats visités, si possible avant la mise en tourisme du territoire concerné, en épargnant les zones trop vulnérables (cœur d'habitat, réserve biologique, sanctuaires de nature…), et corriger ces plans en fonction des retours d'expérience et évaluation des impacts du tourisme.
- Des mesures de la pression exercée par la pratique de l'écotourisme afin qu'elle soit toujours inférieure aux limites naturelles et aux changements acceptables socialement pour la population autochtone et locale, avec des seuils à déterminer en amont par des chercheurs, avec la population. Ce point fait référence à la notion de capacité de charge d'un territoire.
- Les principes et critères généraux du développement durable doivent être respectés par l'écotourisme, incluant la constitution ou l'utilisation d'infrastructures (accueil, routes, pirogues et autres moyens de transport…) de haute qualité environnementale (HQE) et un usage minimal et compensé des ressources fossiles ou pas, peu, difficilement ou coûteusement renouvelables (naturelles ou fossiles).
- L'encouragement du développement durable, en fournissant des emplois économiquement et socialement viables aux populations locales et autochtones.
- Le partage des bénéfices socio-économiques et socio-culturels avec les communautés locales, en obtenant leur plein accord et accord éclairé, pour une participation à l'activité écotouristique et à la gestion de ses impacts.

Pour de nombreux pays, l'écotourisme n'est plus préconisé comme une activité marginale destinée à financer la protection de l'environnement mais parce qu'il y est devenu un secteur moteur d'une économie nationale, et un moyen de générer des revenus. Par exemple, dans des pays tels que le Kenya, l'Équateur, le Népal, le Costa Rica et Madagascar, l'écotourisme est devenu la principale source de devises.

## Critiques ou limites

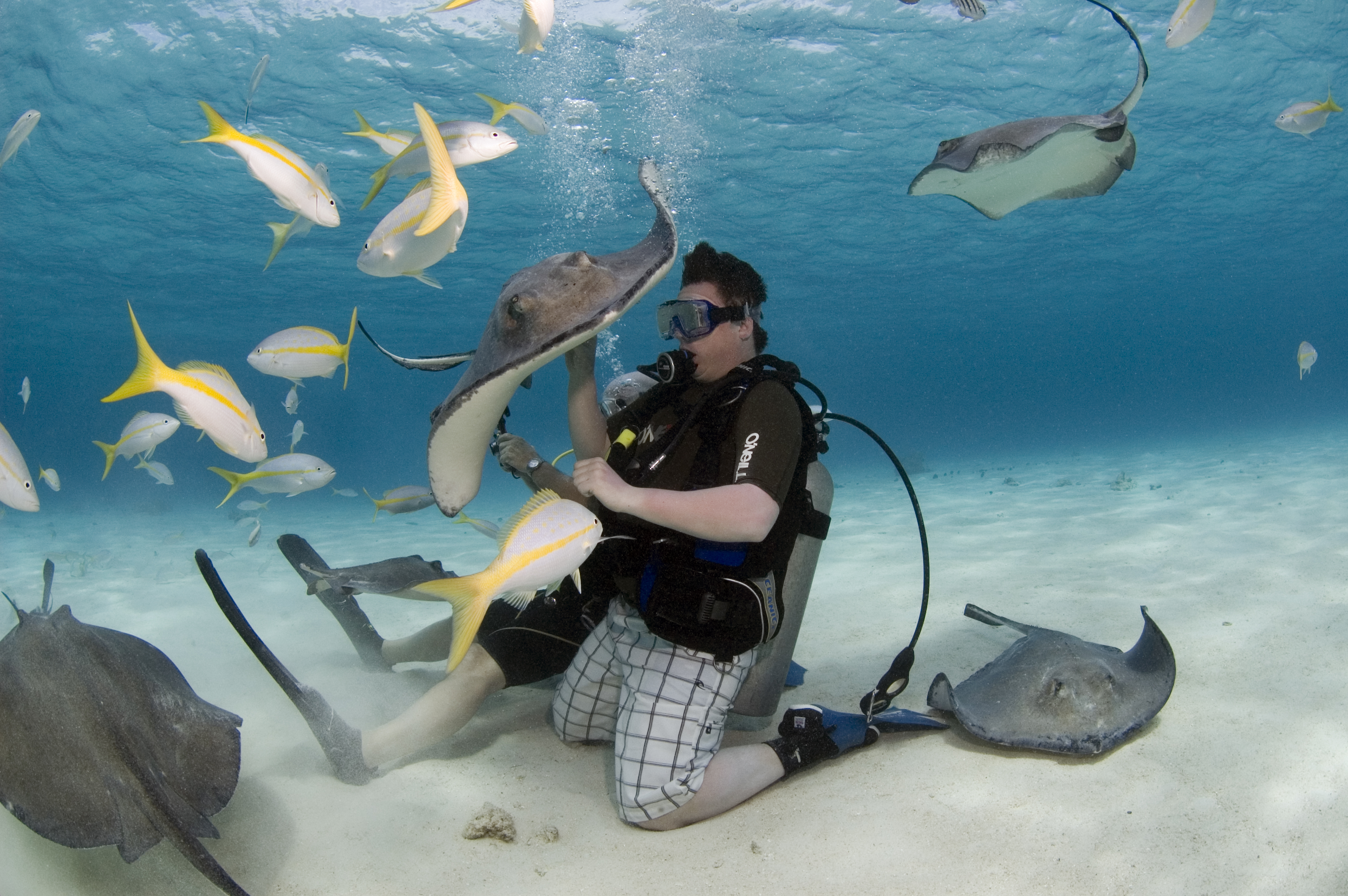
Plongée de « contact » avec des raies sauvages. Il a été montré que ce type d'activité pouvait significativement affecter l'environnement de la raie, ainsi que sa santé (marqueurs sanguins de stress en augmentation, et baisse de l'immunité constatée chez les raies en contact avec l'Homme et non chez les raies vivant « normalement » dans les mêmes régions).

Des naturalistes et des scientifiques spécialistes de la biologie de la conservation craignent ou dénoncent, des dérives liées à une définition souvent assez souple de l'écotourisme ou au manque d'indicateurs et de critères pour ce domaine relativement nouveau (bien qu'un tourisme naturaliste, d'exploration et d'aventure existe depuis plusieurs siècles).
Ils estiment que l'écotourisme justifie trop souvent des hôtels et des infrastructures (routes, parkings, ports, pistes d'atterrissage, etc.) artificiellement imposées ou placées au beau milieu de splendides paysages, au détriment des écosystèmes locaux ; ces nouveaux aménagements nécessitent la création de nouvelles infrastructures (routières, énergétiques, hydrographiques…), potentiellement fragmentantes, génératrices de dérangement et de pollutions, avec des retours d'expérience rarement analysés.
Certains estiment que l'écotourisme doit avant tout sensibiliser à la beauté et à la fragilité de la nature, mais sous ce prétexte, certains opérateurs n'hésitent pas à proposer des parcours en 4×4, des déposes en hélicoptère, des piscines et l'air conditionné, voire des croisières sans soucis de leur impact différés sur la faune et la flore ou les ressources naturelles locales.
Parfois, l'écotourisme se veut plus léger, utile ou scientifique, mais un nombre croissant de voyages aériens ou de croisières génèrent une lourde empreinte écologique, par exemple en faisant voyager des passagers vers l'Arctique ou l'Antarctique, ou les lieux de vie de cétacés (observation des baleines) (et parfois de raies que l'on cherche à caresser). Il s'agit selon les opérateurs de faire découvrir la beauté des paysages, mais certaines pratiques contribuent à augmenter le réchauffement climatique…
Ce genre d'activités parfois dite de greenwashing par les professionnels du secteur, cache un tourisme de masse conventionnel présenté comme « vert » ; De même, en 2009, une étude a estimé que 13 millions de touristes ont fait des voyages visant notamment à observer des baleines, dauphins et/ou marsouins dans leur habitat naturel. Cette « industrie » a généré, en 2009, 2,1 milliards de dollars (soit 1,7 milliard d'euros) en contribuant à faire vivre 13 000 personnes dans 119 pays,, pas toujours dans les meilleures conditions de respect de l'environnement, des cétacés selon une revue de la littérature scientifique publiée et de leur santé, notamment dans les activités de nage avec les cétacés ou de contacts physiques avec eux en 2012.
L'écotourisme de masse constitue un paradoxe, éventuellement source de dissonance cognitive en cela qu'il peut dégrader ou détruire la ressource qu'il veut faire découvrir.

## Géographie de l'écotourisme
Il a souvent été lié principalement à un tourisme de découverte ou d'aventure, très orienté vers les pays tropicaux, les plus riches en biodiversité.
Il englobe également certaines formes de tourisme de proximité, s'appuyant sur les ressources naturelles proches et en particulier sur les réserves naturelles, les forêts et les zones humides.
Les États-Unis sont réputés constituer le principal réservoir d'écotouristes (plus de 5 millions de personnes chaque année). La majorité des autres écotouristes provient d'Europe et de l'élite de certains pays du Sud, appelés communément pays en voie de développement.
Ce tourisme s'adapte aussi bien aux pays développés comme la France, une position que défend l'Association des voyageurs et voyagistes éco-responsables depuis 2007, et d'autres associations nationales de l'écotourisme en Europe et en Australie. Il est cependant très dépendant des modes de gouvernance en vigueur sur les territoires concernés.

## Éco-hébergement
Les éco-hébergements sont des lieux qui minimisent l'impact sur l'environnement :
- une éco-auberge de jeunesse est un type d'auberges de jeunesse ; cet engagement est certifié par un écolabel[36],[37] ;
- un écocamping est un type de camping où l'engagement peut être certifié par un écolabel[38],[39],[40] ;
- un écogîte ou écolodge parfois un safari lodge est un type de gîte rural ;
- un écohôtel ou éco-hôtel ;
- un éco-village de vacances est un type de village de vacances.

## Perspectives
La crise sanitaire du Covid 19 a mis en lumière la nécessité de développer un tourisme plus résilient et durable. L’OCDE souligne l’importance de réorienter la reprise vers un développement durable, en encourageant les transitions numérique et écologique de la filière et en repensant l’avenir du tourisme.